# 隆波克 (加利福尼亚州)
隆波克（英語：Lompoc），是美国加利福尼亚州圣巴巴拉县下属的一座城市。建市于1888年8月13日，面积大约为11.6平方英里（30平方公里）。根据2010年美国人口普查，该市有人口42,434人。